# جرمن تیتوف (ورزشکار)
جرمن تیتوف (روسی: Герман Михайлович Титов؛ زادهٔ ۱۶ اکتبر ۱۹۶۵) بازیکن هاکی روی یخ اهل روسیه است.
از باشگاه‌هایی که در آن بازی کرده‌است می‌توان به کلگری فلیمس، ادمونتون اویلرز، و آناهایم داکس اشاره کرد.